# سیارک ۵۸۸۴
سیارک ۵۸۸۴ (به انگلیسی: 5884 Dolezal، نامگذاری:6045P-L) پنج هزار و هشتصد و هشتاد و چهارمین سیارک کشف شده‌است که در ۲۴ سپتامبر ۱۹۶۰ کشف شد.
قدر مطلق سیارک برابر ۱۳٫۱۰ است.